# Свидерский, Савелий Алексеевич
Савелий Алексеевич Свидерский (1905—1977) — полковник Советской Армии, участник Великой Отечественной войны, Герой Советского Союза (1945).

## Биография
Савелий Свидерский родился 23 апреля 1905 года в деревне Деньгубка Крупского района Минской области. После окончания неполной средней школы работал на шахте. В 1927 году Свидерский был призван на службу в Рабоче-крестьянскую Красную Армию. В 1938 году он окончил курсы усовершенствования командного состава. С начала Великой Отечественной войны — на её фронтах.
К апрелю 1945 года полковник Савелий Свидерский командовал 1225-м стрелковым полком 369-й стрелковой дивизии 96-го стрелкового корпуса 70-й армии 2-го Белорусского фронта. Отличился во время боёв в Германии. 20 апреля 1945 года полк Свидерского переправился через Одер в районе города Висмар и захватил плацдарм на его западном берегу, после чего удерживал его до переправы основных сил дивизии, отразив большое количество контратак противника.
Указом Президиума Верховного Совета СССР от 29 июня 1945 года полковник Савелий Свидерский был удостоен высокого звания Героя Советского Союза с вручением ордена Ленина и медали «Золотая Звезда».
После окончания войны Свидерский продолжил службу в Советской Армии. В 1953 году он был уволен в запас. Проживал и работал в Краматорске. Скончался 13 мая 1977 года.
Был также награждён четырьмя орденами Красного Знамени, орденами Суворова 3-й степени, Александра Невского и Красной Звезды, рядом медалей.